# Горкуша Оксана Василівна
Окса́на Васи́лівна Горку́ша (нар. 25 березня 1973, Бердичів) — українська поетеса. Член Національної Спілки письменників України (1996), старший науковий співробітник Відділення релігієзнавства Інституту філософії імені Г. С. Сковороди НАН України.

## Біографія
Народилася 25 березня 1973 р. в м. Бердичеві Житомирської області.
Автор збірки віршів «Коло вікна», публікацій в антологіях, колективних збірниках, пресі.
У 1995—2000 роках навчалася в Прикарпатському державному університеті ім. Василя Стефаника.
Із 2001 по 2004 рік — аспірант Інституту філософії імені Г. С. Сковороди НАН України. 2004 року захистила дисертацію на здобуття ступеня кандидата філософських наук «Роль концепту Логос в загальнохристиянській парадигмі». Науковий керівник та вчитель — доктор філософських наук, професор Филипович Людмила Олександрівна. Филипович Людмила Олександрівна.
Із 2004 року працює науковим співробітником Відділення релігієзнавства Інституту філософії імені Г. С. Сковороди НАН України, очолюваного заслуженим діячем науки д, філос.н.,професором Колодним Анатолієм Миколайовичем. Колодний Анатолій Миколайович.
Із 2013 року — старший науковий співробітник Відділення релігієзнавства Інституту філософії імені Г. С. Сковороди НАН України. https://www.filosof.com.ua/vreligsp.htm [Архівовано 12 травня 2019 у Wayback Machine.] https://filosof.com.ua/oksana_horkusha
Сфера наукових зацікавлень — філософія релігії. Тематика фахового зосередження: релігійний світогляд, релігійна свідомість, співвідношення релігійного, наукового та філософського осягнення дійсності, світоглядна функція релігії, сучасні трансформації релігійних парадигм, релігійно-громадянські відносини в сучасній Україні.
Представник наукової школи українського академічного релігієзнавства.
Автор ряду наукових публікацій.
Науково-просвітницькі проекти: Серія філософсько-релігієзнавчих діалогів «Самовизначення» — 67 годинних розмов, записаних на ТБ-7 продакшн, із значимими українськими релігійними, духовними, громадськими діячами, мислителями, духівниками, науковцями, капеланами та волонтерами, записаних впродовж 2017—2019 років.
Серія філософсько-релігієзнавчих діалогів «Цінності крізь марево вульгарного утилітаризму» — започаткована 2020 року.